# أوسامو ديزاكي
أوسامو ديزاكي (باليابانية: 出﨑 統) مُخرج أنمي ياباني وُلد يوم 18 تشرين الثاني 1943 في شيناغاوا، طوكيو. وتوفي يوم 17 أبريل 2011.

## أعماله
- آسترو بوي (1963-1966)
- دورورو (1969)
- جو البطل (1970-1971)
- لوبين الثالث (1971-1972)
- مغامرات جامبا (1975)
- ريمي الفتى الشريد (1977-1978)
- جزيرة الكنز (1978-1979)
- ليدي أوسكار (1979-1980)
- سبيس كوبرا (1982)
- قوس قزح (1984)
- أخي العزيز (1991-1992)
- بلاك جاك (مانغا) (1993-2000)
- الأشاوس (1997-1999)

## روابط أضافية
- أوسامو ديزاكي على موقع IMDb (الإنجليزية)
- أوسامو ديزاكي على موقع ألو سيني (الفرنسية)
- أوسامو ديزاكي على موقع ميوزك برينز (الإنجليزية)
- أوسامو ديزاكي على موقع تيرنر كلاسيك موفيز (الإنجليزية)
- أوسامو ديزاكي على موقع أول موفي (الإنجليزية)
- أوسامو ديزاكي على موقع قاعدة بيانات الأفلام السويدية (السويدية)
- أوسامو ديزاكي على موقع قاعدة بيانات الفيلم (الإنجليزية)
- أوسامو ديزاكي على موقع كينوبويسك (الروسية)
- أوسامو ديزاكي على موقع ANN person (الإنجليزية)
- أوسامو ديزاكي في شبكة أخبار الأنمي